# Fonte della giovinezza

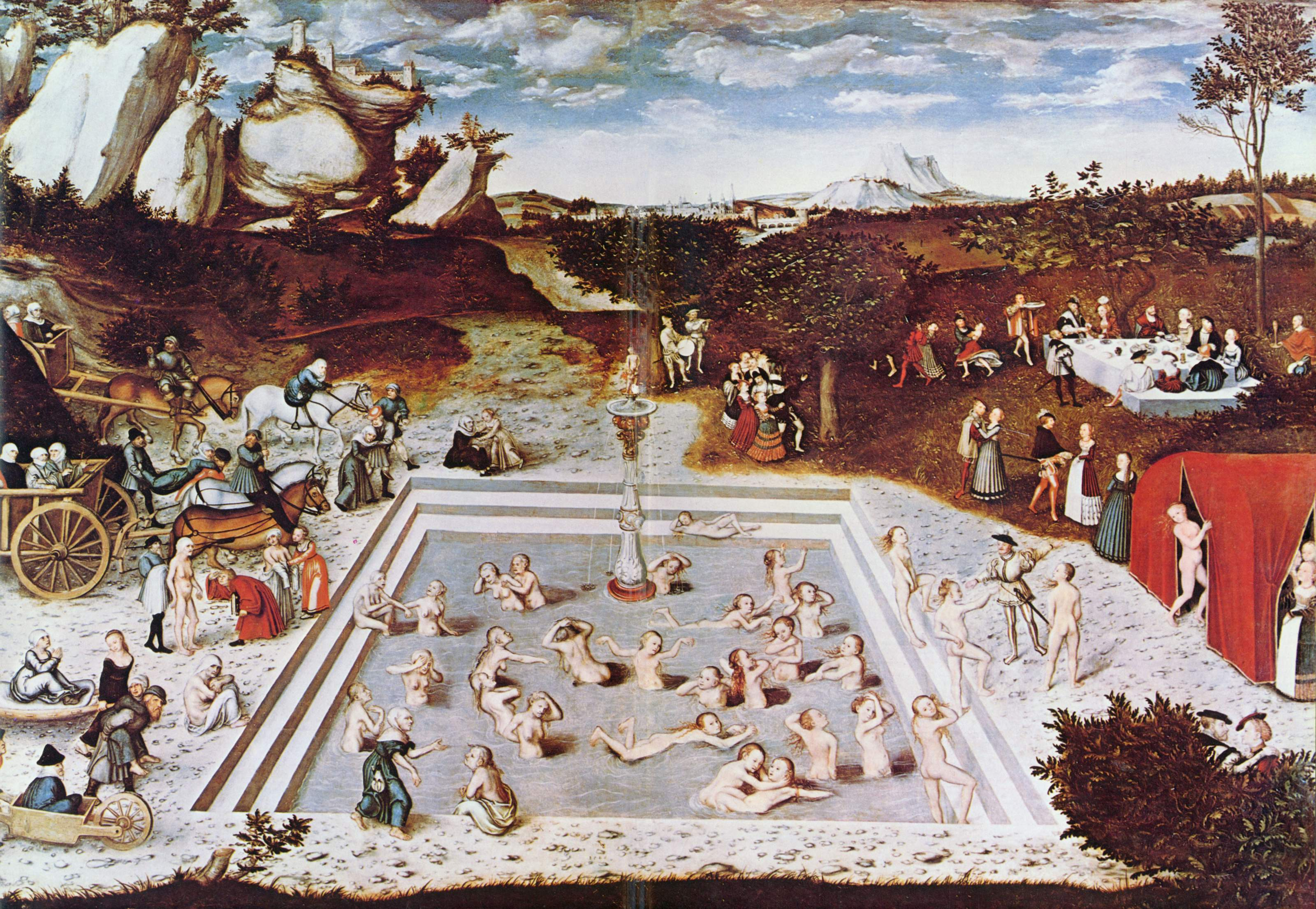
La fonte della giovinezza dipinta da Lucas Cranach il vecchio.

La Fonte della giovinezza è una leggendaria sorgente simbolo d'immortalità e di eterna gioventù che appare nella mitologia classica e medievale.
Secondo la leggenda, l'acqua della fonte, le cui sorgenti si troverebbero nel giardino dell'Eden, guarisce dalla malattia e ringiovanisce chi ci si bagna.
L’ubicazione della mitica fonte è stata oggetto di discussioni sin dai tempi antichi, ma dopo la scoperta delle Americhe si è creduto che essa potesse trovarsi in Florida, terra scoperta all'inizio del XVI secolo dall'esploratore spagnolo Juan Ponce de León in occasione di una delle tante esplorazioni a nord di Cuba proprio alla ricerca della mitica fonte.
È tuttavia da chiarire che i resoconti riportati dagli esploratori spagnoli dopo il contatto con le civiltà native dell'America sono stati modificati nel corso del tempo e quindi la leggenda originale è stata soggetta a profondi cambiamenti.

## Il racconto di Juan Ponce de León
Gli scritti stilati dall'esploratore Juan Ponce de León parlano della favolosa ricerca della fonte della giovinezza, già tentata da molti uomini prima di lui. Il primo governatore di Porto Rico sarebbe andato alla ricerca della fonte insieme ai propri cartografi nell'arcipelago dei Caraibi, poiché la credenza originale vedeva la fonte nascosta sopra un monte invalicabile situato in un'isola perduta. Affascinato dai racconti dei nativi portoricani e aiutato da carteggi di antichi saggi, l'esploratore partì con la propria flotta alla ricerca della fonte, ma dalle esplorazioni scoprì però la Florida.
Nel libro Memoir (1575) di Hernando de Escalante Fontaneda si diede credibilità al mito della fonte, aggiungendo che León era sulla strada giusta, poiché la mitica fonte si troverebbe in realtà in Florida. Fontaneda visse per 17 anni a Puerto Rico e in età adulta il mercantile che lo trasportava naufragò vicino alla Florida: da qui inizia il racconto dell'ispano-americano. Nel libro si parla del fiume Giordano, un corso d'acqua che attraversa la penisola paludosa e le cui acque dotate di poteri curativi e benefici venivano usate dai popoli indigeni per curare le ferite e le malattie; tuttavia Fontaneda durante l'intero racconto sottolinea il proprio scetticismo circa queste storie, ma non critica la buona volontà di Juan Ponce de Leòn.
Lo storico Antonio de Herrera y Tordesillas nel libro Historia general de los hechos de los Castellanos en las islas y tierra firme del Mar Oceano sostiene l'operato di De León, narrando di indiani della Florida che regolarmente si recavano alla fonte per tornare giovani e avere figli. Una testimonianza dello stesso Herrera parla di uomini anziani arrecanti i segni di una lunga vita, che per quanto malandati tornavano giovani, forti e fertili una volta bagnatisi con l'acqua della fonte.

## Altre versioni della leggenda
Altre versioni della leggenda molto diverse da quelle caraibiche sono presenti nelle culture della civiltà europea e asiatica, nell'epoca antica e medievale.
Una prima leggenda narrata da Erodoto parla di una fonte sotterranea introvabile situata in Etiopia. Era infatti creduto che gli etiopi e gli abitanti dell'Africa centrale in generale fossero molto longevi e con questo racconto si tentava di darne una spiegazione.

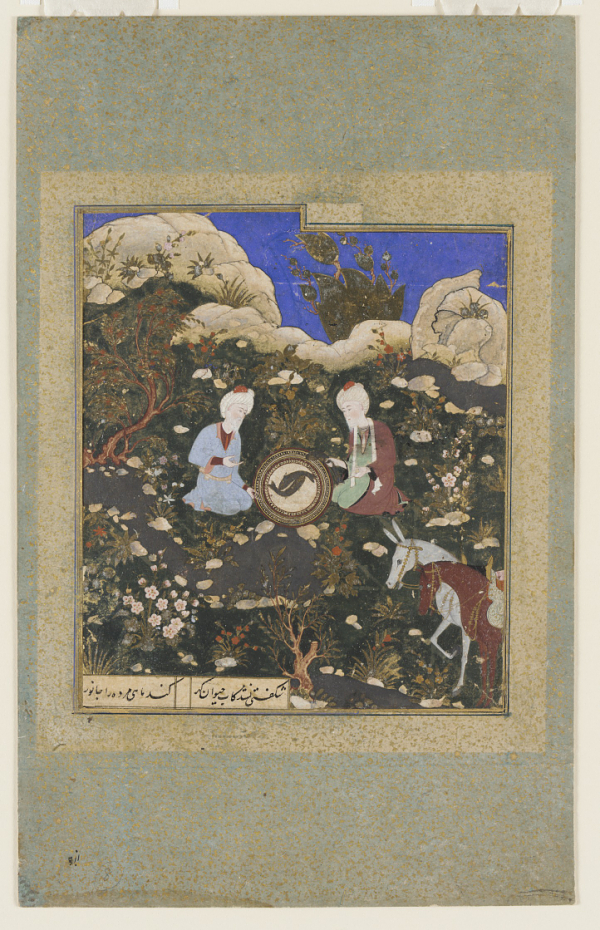
Al-Khidr e Alessandro Magno mettono un pesce dentro la fonte per ridargli la vita.

Altri racconti concernenti una fonte di acqua miracolosa sono contenuti nei testi del Romanzo di Alessandro e molti ricercatori di tesori sino all'età delle scoperte ne hanno letto i contenuti per trovare un'indicazione precisa.
Nel racconto mediorientale e asiatico del romanzo di Alessandro si parla dell'"Acqua della vita", una mitica fonte possibile da trovare solo dopo aver superato le "Terre oscure", un mitico tratto dell'Abcasia che si racconta essere patria di mostri e spiritelli.
Al mito della fonte della giovinezza si aggiungono altre leggende europee legate all'immortalità, come la Panacea dell'antica Grecia, la pietra filosofale di Nicolas Flamel fino all'elisir di lunga vita.
Un ulteriore racconto che si aggiunge alla lunga lista di fonti miracolose è la Piscina di Betzaeta, luogo cui si racconta nel Vangelo secondo Giovanni della guarigione operata da Gesù su un uomo colpito da paralisi.
Durante il medioevo, il Prete Gianni ha ridato notorietà alla leggenda così come altre storie mitiche circolanti intorno alla sua figura, aiutato anche dal romanzo Travels of Sir John Mandeville di John Mandeville.
Alcune storie riportate da esploratori spagnoli e portoghesi raccontano di sorgenti mitiche situate nel cuore dell'Amazzonia e dell'Etiopia di Prete Gianni; le versioni cinesi e giapponesi parlano del giardino dell'Eden nascosto nell'Asia centrale.

## Influenza nella cultura di massa

### Cinema
- Il concetto di fonte della giovinezza appare, in versione fantascientifica, nel film Star Trek: L'insurrezione.
- Il film Il mistero della fonte è interamente basato su una misteriosa fonte d'acqua immersa nel bosco di una cittadina sperduta negli Stati Uniti d'America, la cui acqua se bevuta o solo toccata cura malattie e ferite semplici, ma anche gravi e mortali.
- Il film The Fountain - L'albero della vita racconta del viaggio di un conquistador in Guatemala alla ricerca di un albero la cui linfa donerebbe la vita eterna. Nel film sono presenti riferimenti sia alla mitologia maya che alla Bibbia.
- Nel film Pirati dei Caraibi - Oltre i confini del mare la ricerca della Fonte è al centro della trama.
- Nel film Time Trap alcuni giovani esploratori si ritrovano a interagire con la fonte in un paradosso temporale.
- Nel film Fountain of Youth - L'eterna giovinezza un archeologo fallito chiede aiuto a sua sorella per trovare la Fonte.

### Fumetti
- La Fonte della giovinezza è rivista in chiave fumettistica con il nome di “Pozzo di Lazzaro” nella serie di “Batman”, l’immortale assassino “Ra's al Ghul”, capo della “Lega degli assassini”, utilizza il Pozzo per riportare in vita i morti, guarirsi da ferite mortali e garantire l’immortalità.

### Videogiochi
- Nel videogioco "Sid Meier's Civilization V" e relative espansioni ("Brave New World" e "Gods and Kings"), la Fonte della Giovinezza è considerata una meraviglia naturale.
- Nel videogioco Age of Empires III, la fonte dell'eterna giovinezza è, come raccontato da Ponce de León, situata in Florida, ed è al centro della campagna "Blood", in cui Morgan Black e i suoi uomini cercano la tanto ambita fonte.
- Nel videogioco "Forge of Empires", è presente l'edificio: fontana della giovinezza.